# مشاوشة
المشاوشة اسم تم تداوله في المدن العتيقة كفاس ومكناس في نهاية القرن التاسع عشر وبداية القرن العشرين، يرمز إلى رياضة المصارعة، وكانت مدينة مراكش، تعرف نفس النشاط الرياضي، وفي نفس الحقبة تقريبا، ولكن باسم مغاير نسبيا هو المشايشة، التي كانت لها طقوس معينة وقواعد ضابطة (عدم الشد والجذب من الملابس، عدم استعمال اليدين، استعمال الرجلين فقط لرمي الخصم أرضا...) كما أنها كانت تنهل من المعجم الشعبي المراكشي الخالص، مصطلحاتها التقنية ك(الفروغ، دق علي، ارفود أو اتلوق، جمعو بنص...) والمشاوشة، أوالمشايشة، المناصة، المڭارعة، هي أسماء مختلفة لنفس الرياضة كانت تعتمد على الحضور الجسدي بالدرجة الأولى بإيقاعاته المتوازنة وحركاته الرشيقة التي تحتاج إلى جهد عضلي قوي، إذ كانت تمارس من قبل الحرفيين والصناع التقليديين، المعروفين بقوتهم الجسمانية، كما أنها تحتاج إلى لباس خاص بها يميزها.